# Усть-Инза
Усть-Инза — село в Никольском районе Пензенской области России. Входит в состав Ильминского сельсовета.

## География
Село находится в северо-восточной части Пензенской области, в подзоне северной лесостепи, в пределах западного склона Приволжской возвышенности, на левом берегу реки Инзы, при железнодорожной линии Рузаевка — Самара, на расстоянии примерно 20 километров (по прямой) к северо-западу от города Никольска, административного центра района. Абсолютная высота — 129 метров над уровнем моря.

### Климат
Климат характеризуется как умеренно континентальный, с холодной зимой и умеренно жарким летом. Средняя температура воздуха самого холодного месяца (января) составляет −13,3 °C (абсолютный минимум — −34 °C); самого тёплого месяца (июля) — 19,2 °C (абсолютный максимум — 39 °С). Безморозный период длится 126 дней. Годовое количество атмосферных осадков — 527 мм, из которых большая часть выпадает в период с апреля по октябрь. Устойчивый снежный покров образуется в конце ноября и держится в среднем 149 дней.

## Население
| 1748  | 1782  | 1864  | 1877  | 1897  | 1911  | 1926  |
| ----- | ----- | ----- | ----- | ----- | ----- | ----- |
| 142   | ↗396  | ↗1190 | ↗1500 | ↗1818 | ↗2287 | ↘1687 |
| 1930  | 1939  | 1959  | 1979  | 1989  | 1996  | 2002  |
| ↗2013 | ↘1840 | ↘1025 | ↘580  | ↘399  | ↘382  | ↘329  |
| 2010  |       |       |       |       |       |       |
| ↘245  |       |       |       |       |       |       |

### Национальный состав
Согласно результатам переписи 2002 года, в национальной структуре населения татары составляли 71 % из 329 чел., русские — 28 %.